# Pseudocrates
Pseudocrates är ett släkte av fjärilar. Pseudocrates ingår i familjen Lecithoceridae.
Kladogram enligt Catalogue of Life:
| Pseudocrates | \| \| Pseudocrates anthisphena \| \| \| \| \| \| Pseudocrates soritica \| \| \| \| |
|              | \| \| Pseudocrates anthisphena \| \| \| \| \| \| Pseudocrates soritica \| \| \| \| |
|              | Pseudocrates anthisphena                                                           |
|              |                                                                                    |
|              | Pseudocrates soritica                                                              |
|              |                                                                                    |